# Kaapse zonnedauw

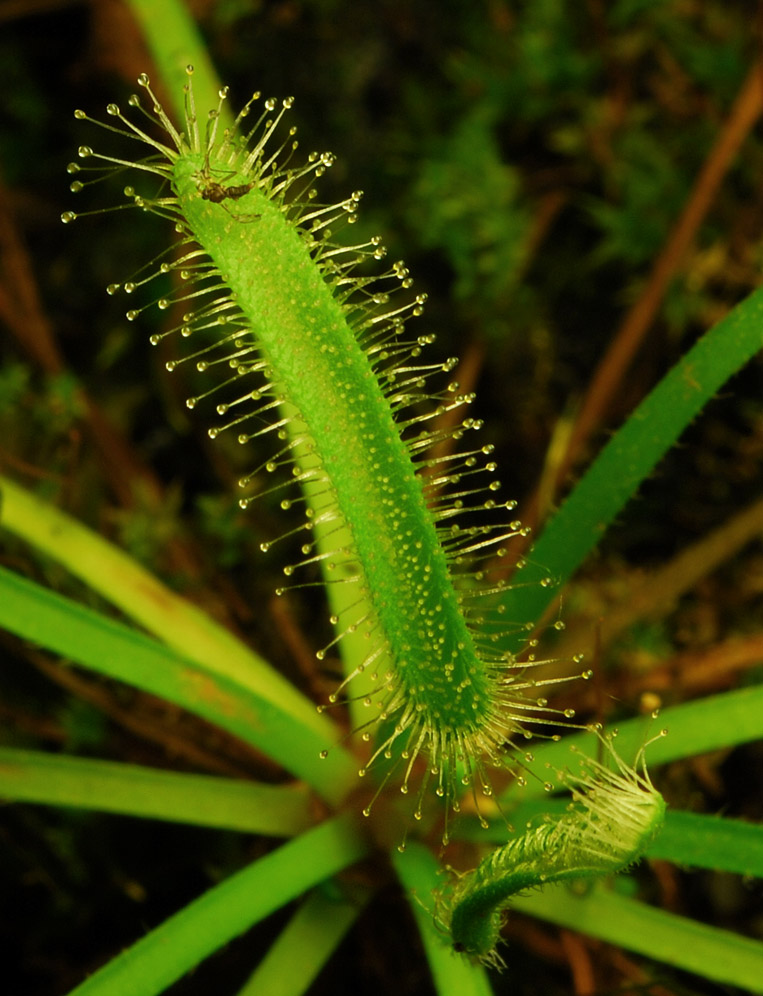
Drosera capensis var. alba met een gevangen vlieg

De Kaapse zonnedauw (Drosera capensis) is een overblijvende, vleesetende plant uit de zonnedauwfamilie (Droseraceae). De Kaapse zonnedauw komt oorspronkelijk uit Zuid-Afrika.
De plant wordt tot 30 centimeter hoog en vormt een bladrozet. De langgesteelde bladeren zijn opstaand en langwerpig met tot 3,5 centimeter lange met vangharen bedekte uiteinden. Op de bladeren zitten talrijke tentakels, kleverige, rood gesteelde klierharen. Hiermee vangt de plant kleine insecten, zoals kriebelmuggen (Simuliidae). Het blad rolt om het insect heen en scheidt verteringsenzymen uit. De hierbij vrijkomende voedingsstoffen (onder andere stikstof) wordt door de plant opgenomen. De plant verliest oude dode bladeren niet vanzelf maar lijkt deze weer te gebruiken.
De plant loopt in het voorjaar uit en bloeit in Nederland in juli, augustus of september (afhankelijk van temperatuur) met drie tot acht paarse bloemen, die alleen bij zonneschijn opengaan. De bloeiwijze is een schicht. De plant is zowel een zelfbestuiver als een kruisbestuiver. De doosvrucht is gegroefd en bevat zeer veel kleine zaadjes. In tegenstelling tot andere zonnedauwsoorten gaat de Kaapse zonnedauw niet in de winterrust. De plant kan overvloedig zaad vormen. Enthousiaste hobbyisten die de Kaapse zonnedauw houden merken dat deze plant zich wel erg makkelijk voortplant in andere, nabijgelegen plantpotten en bakken.
Door is bestand tegen extremen. Om deze reden komt Kaapse zonnedauw in Nieuw-Zeeland voor op de lijst van te bestrijden invasieve onkruiden. De plant is buiten en binnen te houden, zolang hij maar in een beetje voedselarm water staat en voldoende zonlicht krijgt. De plant haalt zijn benodigde voeding uit gevangen insecten, zodat bemesten van de Kaapse zonnedauw niet nodig is.

## Variëteiten
Er zijn meerdere variëteiten van de Kaapse zonnedauw, onder andere de gewone, smalbladige, breedbladige (lijkt op de gewone met 50% bredere bladen), de roodbloemige en Drosera capensis var. alba (zonder kleuring, of met witte dan wel lichtroze kleuring van de bloem en zonder kleuring van het blad):
- Drosera capensis var. alba
- Drosera capensis 'Wide Leaf'
- Drosera capensis 'Alicae'

Drosera capensis var. alba is een kleurloze variëteit. De vangharen zijn groen, terwijl die bij andere variëteiten rood zijn.
... · 
D. anglica (lange zonnedauw) · 
D. capensis (Kaapse zonnedauw) · 
D. intermedia (kleine zonnedauw) · 
D. madagascariensis · D. peltata · 
D. rotundifolia (ronde zonnedauw) · 
....